# D. Gheorghe Marinescu
D. Gheorghe Marinescu, romunski general, * 16. november 1891, † 26. avgust 1989.